# Charles Martial Lavigerie
Charles-Martial Allemand-Lavigerie (31 d'octubre de 1825, Baiona, França - 26 de novembre de 1892, Alger, Algèria) va ser un missioner i cardenal catòlic francès, fundador dels Missioners d'Àfrica o Pares Blancs.

## Biografia

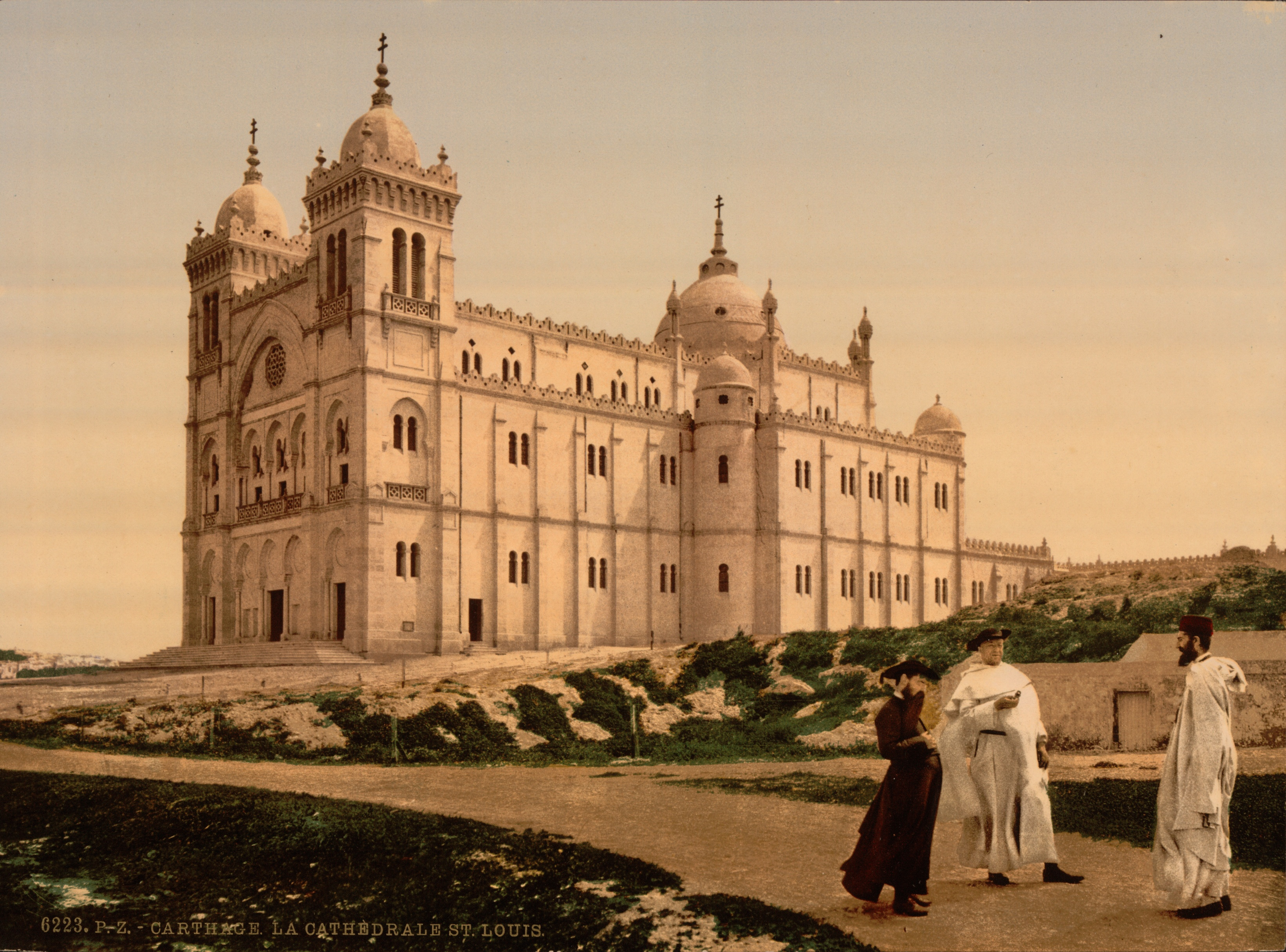
Fotografia de la catedral de Cartago en 1899.

En 1868 a fi d'evangelitzar l'Àfrica sub-sahariana fundà la societat dels Missioners d'Àfrica, coneguda com a Pares Blancs, els membres dels quals usen el post-nominal amb les inicials M. Afr.
El papa León XIII el va nomenar cardenal el 27 de març de 1882.
Va ordenar la construcció de la Catedral de Sant Lluís de Cartago (1884-1890) en honor del rei Lluís IX, mort per culpa de la pesta l'any 1270 durant la setena croada mentre assetjava Cartago. Edifici d'estil neobizantí.

## Antiesclavista
A París, el 1888 el cardenal Lavigerie, cap de l'Església catòlica a Àfrica, llança una campanya antiesclavista. Alertat pels seus missioners reclama una intervenció europea per posar fi al tràfic d'esclaus, que ell considerava una autèntica catàstrofe humanitària:
| «                                                               | «... El que passava a Amèrica no era res comparat amb les atrocitats comeses a l'Àfrica. Quatre-cents mil homes cada any en són víctimes...» | » |
| — Jean Sévillia Histoire Thématique, novembre-desembre del 2002 | |   |

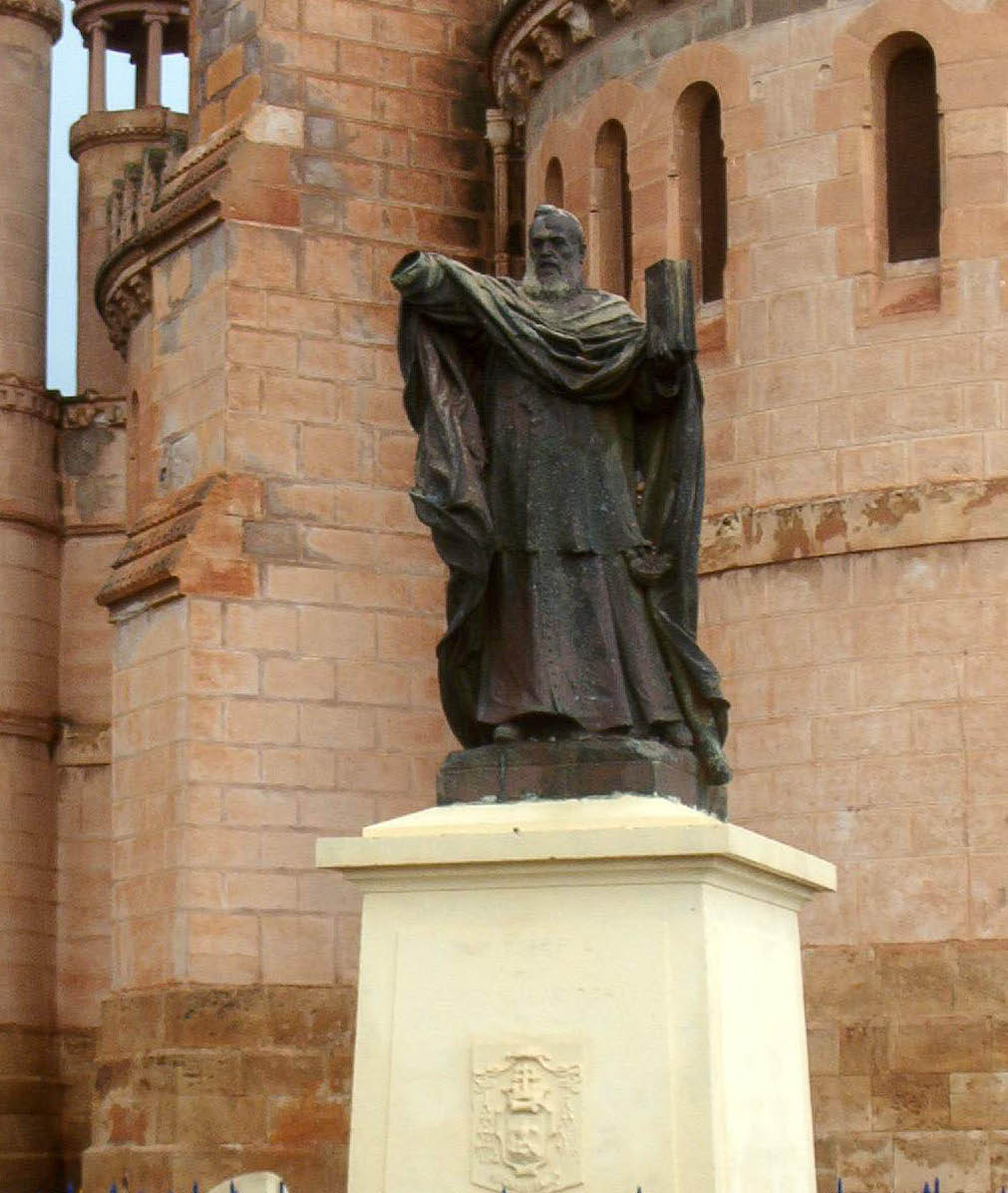
Estàtua en memòria de monsenyor Lavigerie, a Alger.

La persistència en el comerç d'esclaus a l'Àfrica el va portar a emprendre una vasta campanya i després de fundar amb el Papa una lliga antiesclavista, el cardenal realitzà una gira contra l'esclavitud del 1888 al 1889 a Europa. Va arribar a dir a París: "Per salvar l'interior d'Àfrica cal provocar la ira del món".
En aquesta època dos milions d'éssers humans desapareixien cada any, és a dir, cinc mil negres eren assassinats, raptats o venuts cada dia, la qual cosa significava la destrucció de tot un continent. Només arribava a la seva destinació un terç del carregament humà.
Entre els qui van escoltar la seva prèdica hi havia Maria Teresa Ledóchowska, que es va afegir incondicionalment a la causa antiesclavista. Ella seria fundadora de la congregació de les «Germanes Missioneres de Sant Pere Claver», a imitació de Pere Claver, l'«esclau dels esclaus». María Teresa va ser beatificada el 1975.
La crida de Charles Lavigerie també va ser atesa pel rei dels belgues Leopold II el qual, el 18 de novembre de 1889, va rebre a Brussel·les els representants de setze governs per determinar les mesures a adoptar de cara a reprimir el comerç d'esclaus resultant de la colonització i del repartiment d'Àfrica, que no havia disminuït la seva intensitat malgrat la Conferència de Berlín de 1884.